# أغبر
الأغبر هو لون أسمر مصفر. يُستخدم صفة في أسماء العديد من أنواع الطيور وبعض الحيوانات لوصف مظهرها.